# یاشیکا

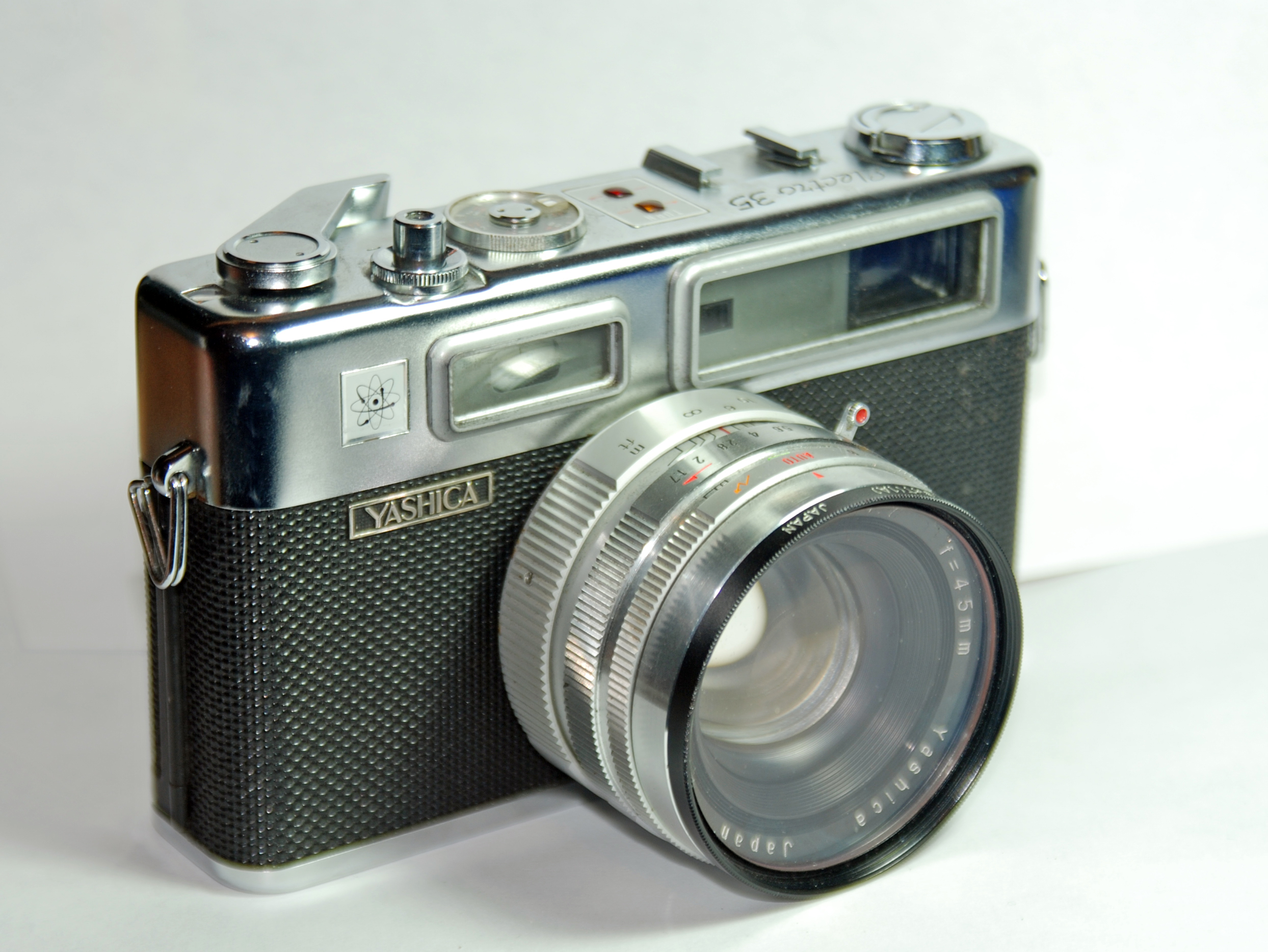
دوربین عکاسی یاشیکا مدل الکترو ۳۵

یاشیکا (به ژاپنی: ヤシカ) نام شرکت ژاپنی تولیدکننده دوربین‌های عکاسی است. این شرکت تولید دوربین‌های عکاسی را در سال 2003 پایان داد و امتیاز بخشی از محصولات خود از جمله دوربین‌های عکاسی را به یک شرکت هنگ‌کنگی واگذار کرد. 
نوامبر 2017 خبرهایی مبنی بر بازگشت یاشیکا به بازار منتشر شد و نهایتا 10 اکتبر 2017 نخستین نمونه‌ از دوربین دیجیتال جدید یاشیکا موسوم به Yashica Y35 برای جذب سرمایه در سایت کیک‌استارتر قرار گرفت. اگر سرمایه لازم برای تولید این دوربین، که 100 میلیون دلار تعیین شده است جذب شود، Y35 وارد مرحله تولید خواهدشد

## تاریخچه
این شرکت ژاپنی بوده